# Refco
Refco war ein US-amerikanisches Unternehmen mit Firmensitz in New York City und ein weltweit tätiger Derivatehändler, der 2005 in Konkurs ging. Refco war bis zur Insolvenz der größte Broker an der Chicago Mercantile Exchange und gilt nach Enron als zweitgrößter Unternehmensskandal börsennotierter Gesellschaften in den Vereinigten Staaten.
In Europa bekannt wurde er durch hohe Kredite und Kapitalbeteiligungen einiger Banken (unter anderem die österreichische Gewerkschaftsbank BAWAG). Der letzte Kredit von über 350 Millionen Euro wurde Refco im Oktober 2005 gewährt, nur wenige Tage bevor der Refco-Chef Phillip Bennett wegen Bilanzfälschung verhaftet wurde und Refco Gläubigerschutz anmeldete. Als Sicherung akzeptierte die BAWAG von Bennett 34 % der Refco-Aktien. Da der Kredit 10 % des Grundkapitals der Bank betrug und die Einschaltung zuständiger Gremien unterblieb, führte dies zur sogenannten BAWAG-Affäre, in dessen Gefolge die ÖGB-Spitze zurücktreten musste. 
Im April 2006 wurde bekannt, dass der BAWAG von den Gläubigern des zusammengebrochenen US-Brokers eine Milliardenklage wegen eventuell Beihilfe zum Betrug bevorstünde. Die erste Klageschrift forderte 1,3 Mrd. Dollar, wozu noch weitere Forderungen kamen. Im Juni 2006 wurde allerdings ein Vergleich abgeschlossen, der für den ohnehin geplanten Verkauf der Bank Rechtssicherheit gegen allfällige Sammelklagen nach US-Recht brachte. Eine neuerliche Klage von Refco-Gläubigern vom 5. September 2006, die erst am 19. September 2006 in Europa bekannt wurde, betraf weitere Firmen in den USA, nicht mehr jedoch die Bawag. 